# Fußball-Weltmeisterschaft der Frauen 2027
Die Endrunde der 10. Fußball-Weltmeisterschaft der Frauen (englisch FIFA Women’s World Cup) soll vom 24. Juni bis 25. Juli 2027 in Brasilien ausgetragen werden. Die Qualifikation soll 2025 beginnen.

## Teilnehmer
Das Format soll das gleiche wie 2023 mit 32 teilnehmenden Mannschaften sein. Da Brasilien Gastgeberland ist, ist das Team für die Weltmeisterschaft 2027 direkt qualifiziert.

## Bewerbungen und Vergabe
Mehrere Nationen hatten ein Interesse an der Ausrichtung der Veranstaltung geäußert, es lagen auch gemeinsame Angebote vor. Bis zum 21. April 2023 musste die Bewerbung beim Weltverband FIFA abgegeben werden. Am 17. Mai 2024 wurde Brasilien zum Gastgeber ernannt.
Bewerberverbände für die Austragung der Weltmeisterschaft
- Belgien (KBFV),  Deutschland (DFB),  Niederlande (KNVB)[1]
- Brasilien (CBF)[3]

Bei einem Zuschlag für die Bewerbung Deutschlands, der Niederlande und Belgien sollte in den nordrhein-westfälischen Städten Dortmund (Signal Iduna Park), Düsseldorf (Merkur Spiel-Arena), Gelsenkirchen (Veltins-Arena) und Köln (Rheinenergiestadion) gespielt werden. Der ursprünglich geplante Austragungsort Duisburg mit der Schauinsland-Reisen-Arena stieg am 6. September 2023 aus dem WM-Bewerbungsverfahren aus. Alle Spielorte müssen, nach Auflage der FIFA, zum 31. Dezember 2026 einsatzbereit sein. Die Sanierung des Dachs werde, laut Stadtverwaltung, aber wohl erst frühestens zum zweiten Halbjahr 2027 beendet sein. Als Ersatzspielort rückte am 27. September Gelsenkirchen nach.
Am 24. November 2023 zog sich Südafrika aus dem Bewerberfeld zurück. Der südafrikanische Verband SAFA wolle sich auf eine Bewerbung für die folgende Fußball-Weltmeisterschaft der Frauen 2031 konzentrieren. Ebenso zogen die USA und Mexiko ihre Bewerbung am 29. April 2024 zurück und wollen erst 2031 kandidieren. Am 17. Mai 2024 wurde auf dem FIFA-Kongress in Bangkok der Ausrichter gewählt, vorher hatte immer nur der FIFA-Rat darüber abgestimmt. Brasilien wurde mit 119:78 Stimmen von 207 stimmberechtigten Mitgliedsverbänden und 197 gültige Stimmen zum Gastgeber gewählt. In Europa stimmten – bis auf Russland – alle europäischen Verbände für eine WM in Europa. Weitere Stimmen kamen vor allem aus der Karibik, teilweise aus Afrika und China. Die Qualifikation wird 2025 beginnen.

## Spielorte
Insgesamt hat die CBF in ihrer Bewerbung zehn Stadien für die Austragung vorgeschlagen. Für das Turnier werden die Stadionkapazitäten reduziert, können aber je nach Kartennachfrage angepasst werden. Alle Stadien wurden für die Fußball-Weltmeisterschaft der Männer 2014 renoviert oder neu errichtet. Am 7. Mai 2025 gab die FIFA die acht Spielorte bekannt.
| Stadion                                     | Stadt              | Kapazität WM / gesamt | Bild                                        |
| ------------------------------------------- | ------------------ | --------------------- | ------------------------------------------- |
| Arena Castelão                              | Fortaleza, CE      | 25.500 / 57.876       | Arena Castelão                              |
| Arena Corinthians                           | São Paulo, SP      | 42.707 / 47.252       | Arena Corinthians                           |
| Arena Fonte Nova                            | Salvador, BA       | 36.260 / 47.915       | Arena Fonte Nova                            |
| Arena Pernambuco                            | Recife, PE         | 20.602 / 45.440       | Arena Pernambuco                            |
| Estádio Beira-Rio                           | Porto Alegre, RS   | 25.830 / 49.055       | Estádio Beira-Rio                           |
| Estádio do Maracanã                         | Rio de Janeiro, RJ | 66.167 / 73.139       | Estádio do Maracanã                         |
| Estádio Mineirão                            | Belo Horizonte, MG | 25.700 / 66.658       | Estádio Mineirão                            |
| Estádio Nacional de Brasília Mané Garrincha | Brasília, DF       | 40.883 / 69.910       | Estádio Nacional de Brasília Mané Garrincha |